# 孫奐
孫奐（195年—234年），字季明。孫靜的第四子。東漢末年及三國時東吳將領。

## 生平
建安二十四年（219年），兄長孫皎逝世，孫奐接手統領他的部眾，並以揚武中郎將身份領江夏太守。任內那一年，遵從舊日兄長的制度，禮待劉靖、李允、吳碩、張梁、閭舉等人。
魏帝曹丕伐吴时，派讨逆将军文聘夺取沔北的安陆、新市、云杜、竟陵等地。孙奂身为江夏太守却没有与文聘作战的记载，或系本传讳败。
黃武五年（226年），孫權攻打石陽，孫奐因為熟悉該地，遣部將鮮于丹封鎖淮河水道，統領吳碩和張梁等攻陷高城，並獲得三位敵將。戰後孫權檢閱孫奐的軍隊，見軍容整齊，大為驚嘆，說：「初吾憂其遲鈍，今治軍，諸將少能及者，吾無憂矣。」因功拜揚武將軍，封沙羨侯。
孫奐喜歡儒生，又命令部曲的子弟學習儒學，其中有數十人後來入仕於朝廷。
嘉禾三年（234年），孫奐逝世，當時他四十歲。

## 性格
- 史載他「訥於造次而敏於當官（少慌張而多決策）」，因此受到軍民愛戴。

## 親屬

### 父親
- 孫靜，東漢末年東吳勢力將領。

### 兄弟
- 孫暠，孫靜長子。
- 孫瑜，孫靜次子，東漢末年東吳勢力將領。
- 孫皎，孫靜三子，東漢末年東吳勢力將領。
- 孫謙，孫靜五子。

### 兒子
- 孫承，繼承沙羨侯，昭武中郎將，統軍及領郡。无嗣。
- 孫壹，孫奐庶子，孫承死後嗣孫奐後代。後來投降曹魏。
- 孙封，因卷入滕胤、吕据事件而自杀。

### 女儿
- 孙氏，孙壹妹，嫁吕据。
- 孙氏，孙壹妹，嫁滕胤。后随孙壹奔魏。《三国志》称之为“公主”。

## 延伸阅读
[在维基数据编辑]
 《三國志·卷51》，出自陳壽《三國志》